# Kościół św. Stanisława w Płoniawach-Bramurze
Kościół świętego Stanisława – rzymskokatolicki kościół parafialny należący do dekanatu Krasnosielc, diecezji łomżyńskiej.
Jest to świątynia ufundowana w 1828 roku przez właściciela wsi, Józefa Młodzianowskiego. Kościół został wzniesiony w stylu klasycystycznym, jest budowlą murowaną, posiada jedną nawę z węższym prezbiterium, zamkniętym prostokątnie. Świątynię nakrywa dach dwuspadowy. W 1876 roku kościół został rozbudowany. Podczas I wojny światowej świątynia uległa spaleniu, a po wojnie została odbudowana.